# Scamandra mucorea
Scamandra mucorea är en insektsart som beskrevs av Gerstaecker 1895. Scamandra mucorea ingår i släktet Scamandra och familjen lyktstritar. Inga underarter finns listade i Catalogue of Life.